# Sergej Witte
Sergej Juljevič Witte (rusky Сергей Юльевич Витте, 29. června 1849, Tiflis, Ruské impérium – 13. března 1915, Petrohrad), také znám jako Sergius Witte, byl ruský politik, diplomat a předseda Rady ministrů Ruského impéria – historicky první premiér Ruska od roku 1905.

## Životopis

### Mládí
Rodina otcovy strany pocházela z řad poruštěných nizozemských protestantů a německých luteránů. Jeho matka měla zase kořeny ve starém ruském aristokratickém rodě Fadějevů ze Saratova. Witte byl vychováván u rodičů své matky. Po skončení studií na Kišiněvském gymnáziu odešel studovat matematiku na Novorosijsku univerzitu v Oděse. Po promoci působil na různých postech spojených s řízením ruských železnic.

### Politická kariéra

#### Ministr financí
Witte sloužil v letech 1889 – 1891 jako ředitel odboru železnic v ministerstvu financí. Během této doby dohlížel na ambiciózní program stavby Transsibiřské magistrály.
Car Alexandr III. v roce 1893 jmenoval Witteho ministrem financí, kterým byl až do roku 1903. Během jeho působení v tomto mandátu zažila ruská ekonomika nebývalý růst. Witte silně povzbuzoval zahraniční investory k tomu, aby investovali do Ruska. Witte také povzbuzoval růst ruského průmyslu, zejména těžbu kovů, ropy, a výstavbu dopravních sektorů. Pro zlepšení ekonomiky a přitáhnutí zahraničních investorů obhajoval Witte omezení sil ruské autokracie.

#### Ministerský předseda
V roce 1905 jmenoval car Mikuláš II. Witteho ruským ministerským předsedou, tuto pozici držel ovšem pouhý rok. V pokusu o další modernizaci ruské ekonomiky dohlížel Witte na jednání o potřebách industrializace. Tato konference měla poskytovat doporučení budoucích reforem a data vstupu reforem v platnost.
Roku 1905 odjel do USA, kde podepsal smlouvu o ukončení rusko-japonské války. Během svého pobytu v USA se setkal s americkým bankéřem a podnikatelem Johnem Pierpontem Morganem.
Během ruské revoluce z roku 1905 vydal Witte manifest o vzniku a svolání parlamentu, vzniku konstituční monarchie, a organizaci Listiny základních práv a svobod z říjnového manifestu.
Po prvních volbách do nově vytvořeného ruského parlamentu Dumy rezignoval Witte na svůj post ministerského předsedy. Dále působil v ruské politice jako člen Státní rady, ale již nikdy nezískal výraznou roli ve vládě. Po vypuknutí první světové války varoval, aby se Rusko konfliktu neúčastnilo, avšak nedlouho po vypuknutí konfliktu Witte zemřel. Jeho skon do značné míry caru Mikulášovi II. usnadnil situaci v jeho protireformační politice.